# SB Nation
SB Nation est un site web américain d'information sportive appartenant au groupe Vox Media. Le site est composé d'un réseau de 200 à 300 sites web indépendants, bénéficiant d'une plateforme technique commune fournie par SB Nation, mais proposant un contenu éditorial spécifiquement consacré à une ligue ou à une équipe sportive donnée. 
SB Nation couvre l'actualité des principales ligues sportives nord-américaines, soit la NFL en football américain, la NBA en basket-ball, la MLB en baseball et la LNH en hockey sur glace, la liste n'étant pas exhaustive.

## Historique
Le site est fondé en 2005.